# Caro-Kann
Den här artikeln använder algebraisk schacknotation för att beskriva schackdragen.
Caro-Kann är en schacköppning som börjar med dragen:
1. e4 c6
Den är uppkallad efter engelsmannen Horatio Caro och österrikaren Marcus Kann som studerade öppningen 1886.
Öppningen räknas som ett av svarts mest solida svar på 1.e4 och leder relativt ofta till remi, men den är något oambitiös och mindre dynamisk. 
Caro-Kann har vissa likheter med franskt parti. En fördel med Caro-Kann (efter svarts andra drag) är att löparen på c8 inte blir inspärrad. I gengäld tar bonden på c6 bort en viktig ruta för springaren och en eventuell c6-c5 framstöt kostar ett tempo (svart har flyttat c-bonden två gånger istället för en).
Caro-Kann användes flitigt av Michail Botvinnik i VM-matcherna mot Michail Tal 1960 och 1961, men är numera mindre vanlig på elitnivå.

## Varianter
Efter de vanliga dragen 2.d4 d5 har vit ungefär samma valmöjligheter som i franskt parti; gardera den hotade bonden på e4 med 3.Sc3 (eller 3.Sd2), flytta fram den, eller byta av.

### Klassiska varianten (4...Lf5)
|   | a | b | c | d | e | f | g | h |   |
| 8 | a8 svart torn · b8 svart springare · d8 svart drottning · e8 svart kung · f8 svart löpare · g8 svart springare · h8 svart torn · a7 svart bonde · b7 svart bonde · e7 svart bonde · f7 svart bonde · g7 svart bonde · h7 svart bonde · c6 svart bonde · f5 svart löpare · d4 vit bonde · e4 vit springare · a2 vit bonde · b2 vit bonde · c2 vit bonde · f2 vit bonde · g2 vit bonde · h2 vit bonde · a1 vit torn · c1 vit löpare · d1 vit drottning · e1 vit kung · f1 vit löpare · g1 vit springare · h1 vit torn | a8 svart torn · b8 svart springare · d8 svart drottning · e8 svart kung · f8 svart löpare · g8 svart springare · h8 svart torn · a7 svart bonde · b7 svart bonde · e7 svart bonde · f7 svart bonde · g7 svart bonde · h7 svart bonde · c6 svart bonde · f5 svart löpare · d4 vit bonde · e4 vit springare · a2 vit bonde · b2 vit bonde · c2 vit bonde · f2 vit bonde · g2 vit bonde · h2 vit bonde · a1 vit torn · c1 vit löpare · d1 vit drottning · e1 vit kung · f1 vit löpare · g1 vit springare · h1 vit torn | a8 svart torn · b8 svart springare · d8 svart drottning · e8 svart kung · f8 svart löpare · g8 svart springare · h8 svart torn · a7 svart bonde · b7 svart bonde · e7 svart bonde · f7 svart bonde · g7 svart bonde · h7 svart bonde · c6 svart bonde · f5 svart löpare · d4 vit bonde · e4 vit springare · a2 vit bonde · b2 vit bonde · c2 vit bonde · f2 vit bonde · g2 vit bonde · h2 vit bonde · a1 vit torn · c1 vit löpare · d1 vit drottning · e1 vit kung · f1 vit löpare · g1 vit springare · h1 vit torn | a8 svart torn · b8 svart springare · d8 svart drottning · e8 svart kung · f8 svart löpare · g8 svart springare · h8 svart torn · a7 svart bonde · b7 svart bonde · e7 svart bonde · f7 svart bonde · g7 svart bonde · h7 svart bonde · c6 svart bonde · f5 svart löpare · d4 vit bonde · e4 vit springare · a2 vit bonde · b2 vit bonde · c2 vit bonde · f2 vit bonde · g2 vit bonde · h2 vit bonde · a1 vit torn · c1 vit löpare · d1 vit drottning · e1 vit kung · f1 vit löpare · g1 vit springare · h1 vit torn | a8 svart torn · b8 svart springare · d8 svart drottning · e8 svart kung · f8 svart löpare · g8 svart springare · h8 svart torn · a7 svart bonde · b7 svart bonde · e7 svart bonde · f7 svart bonde · g7 svart bonde · h7 svart bonde · c6 svart bonde · f5 svart löpare · d4 vit bonde · e4 vit springare · a2 vit bonde · b2 vit bonde · c2 vit bonde · f2 vit bonde · g2 vit bonde · h2 vit bonde · a1 vit torn · c1 vit löpare · d1 vit drottning · e1 vit kung · f1 vit löpare · g1 vit springare · h1 vit torn | a8 svart torn · b8 svart springare · d8 svart drottning · e8 svart kung · f8 svart löpare · g8 svart springare · h8 svart torn · a7 svart bonde · b7 svart bonde · e7 svart bonde · f7 svart bonde · g7 svart bonde · h7 svart bonde · c6 svart bonde · f5 svart löpare · d4 vit bonde · e4 vit springare · a2 vit bonde · b2 vit bonde · c2 vit bonde · f2 vit bonde · g2 vit bonde · h2 vit bonde · a1 vit torn · c1 vit löpare · d1 vit drottning · e1 vit kung · f1 vit löpare · g1 vit springare · h1 vit torn | a8 svart torn · b8 svart springare · d8 svart drottning · e8 svart kung · f8 svart löpare · g8 svart springare · h8 svart torn · a7 svart bonde · b7 svart bonde · e7 svart bonde · f7 svart bonde · g7 svart bonde · h7 svart bonde · c6 svart bonde · f5 svart löpare · d4 vit bonde · e4 vit springare · a2 vit bonde · b2 vit bonde · c2 vit bonde · f2 vit bonde · g2 vit bonde · h2 vit bonde · a1 vit torn · c1 vit löpare · d1 vit drottning · e1 vit kung · f1 vit löpare · g1 vit springare · h1 vit torn | a8 svart torn · b8 svart springare · d8 svart drottning · e8 svart kung · f8 svart löpare · g8 svart springare · h8 svart torn · a7 svart bonde · b7 svart bonde · e7 svart bonde · f7 svart bonde · g7 svart bonde · h7 svart bonde · c6 svart bonde · f5 svart löpare · d4 vit bonde · e4 vit springare · a2 vit bonde · b2 vit bonde · c2 vit bonde · f2 vit bonde · g2 vit bonde · h2 vit bonde · a1 vit torn · c1 vit löpare · d1 vit drottning · e1 vit kung · f1 vit löpare · g1 vit springare · h1 vit torn | 8 |
| 7 | a8 svart torn · b8 svart springare · d8 svart drottning · e8 svart kung · f8 svart löpare · g8 svart springare · h8 svart torn · a7 svart bonde · b7 svart bonde · e7 svart bonde · f7 svart bonde · g7 svart bonde · h7 svart bonde · c6 svart bonde · f5 svart löpare · d4 vit bonde · e4 vit springare · a2 vit bonde · b2 vit bonde · c2 vit bonde · f2 vit bonde · g2 vit bonde · h2 vit bonde · a1 vit torn · c1 vit löpare · d1 vit drottning · e1 vit kung · f1 vit löpare · g1 vit springare · h1 vit torn | a8 svart torn · b8 svart springare · d8 svart drottning · e8 svart kung · f8 svart löpare · g8 svart springare · h8 svart torn · a7 svart bonde · b7 svart bonde · e7 svart bonde · f7 svart bonde · g7 svart bonde · h7 svart bonde · c6 svart bonde · f5 svart löpare · d4 vit bonde · e4 vit springare · a2 vit bonde · b2 vit bonde · c2 vit bonde · f2 vit bonde · g2 vit bonde · h2 vit bonde · a1 vit torn · c1 vit löpare · d1 vit drottning · e1 vit kung · f1 vit löpare · g1 vit springare · h1 vit torn | a8 svart torn · b8 svart springare · d8 svart drottning · e8 svart kung · f8 svart löpare · g8 svart springare · h8 svart torn · a7 svart bonde · b7 svart bonde · e7 svart bonde · f7 svart bonde · g7 svart bonde · h7 svart bonde · c6 svart bonde · f5 svart löpare · d4 vit bonde · e4 vit springare · a2 vit bonde · b2 vit bonde · c2 vit bonde · f2 vit bonde · g2 vit bonde · h2 vit bonde · a1 vit torn · c1 vit löpare · d1 vit drottning · e1 vit kung · f1 vit löpare · g1 vit springare · h1 vit torn | a8 svart torn · b8 svart springare · d8 svart drottning · e8 svart kung · f8 svart löpare · g8 svart springare · h8 svart torn · a7 svart bonde · b7 svart bonde · e7 svart bonde · f7 svart bonde · g7 svart bonde · h7 svart bonde · c6 svart bonde · f5 svart löpare · d4 vit bonde · e4 vit springare · a2 vit bonde · b2 vit bonde · c2 vit bonde · f2 vit bonde · g2 vit bonde · h2 vit bonde · a1 vit torn · c1 vit löpare · d1 vit drottning · e1 vit kung · f1 vit löpare · g1 vit springare · h1 vit torn | a8 svart torn · b8 svart springare · d8 svart drottning · e8 svart kung · f8 svart löpare · g8 svart springare · h8 svart torn · a7 svart bonde · b7 svart bonde · e7 svart bonde · f7 svart bonde · g7 svart bonde · h7 svart bonde · c6 svart bonde · f5 svart löpare · d4 vit bonde · e4 vit springare · a2 vit bonde · b2 vit bonde · c2 vit bonde · f2 vit bonde · g2 vit bonde · h2 vit bonde · a1 vit torn · c1 vit löpare · d1 vit drottning · e1 vit kung · f1 vit löpare · g1 vit springare · h1 vit torn | a8 svart torn · b8 svart springare · d8 svart drottning · e8 svart kung · f8 svart löpare · g8 svart springare · h8 svart torn · a7 svart bonde · b7 svart bonde · e7 svart bonde · f7 svart bonde · g7 svart bonde · h7 svart bonde · c6 svart bonde · f5 svart löpare · d4 vit bonde · e4 vit springare · a2 vit bonde · b2 vit bonde · c2 vit bonde · f2 vit bonde · g2 vit bonde · h2 vit bonde · a1 vit torn · c1 vit löpare · d1 vit drottning · e1 vit kung · f1 vit löpare · g1 vit springare · h1 vit torn | a8 svart torn · b8 svart springare · d8 svart drottning · e8 svart kung · f8 svart löpare · g8 svart springare · h8 svart torn · a7 svart bonde · b7 svart bonde · e7 svart bonde · f7 svart bonde · g7 svart bonde · h7 svart bonde · c6 svart bonde · f5 svart löpare · d4 vit bonde · e4 vit springare · a2 vit bonde · b2 vit bonde · c2 vit bonde · f2 vit bonde · g2 vit bonde · h2 vit bonde · a1 vit torn · c1 vit löpare · d1 vit drottning · e1 vit kung · f1 vit löpare · g1 vit springare · h1 vit torn | a8 svart torn · b8 svart springare · d8 svart drottning · e8 svart kung · f8 svart löpare · g8 svart springare · h8 svart torn · a7 svart bonde · b7 svart bonde · e7 svart bonde · f7 svart bonde · g7 svart bonde · h7 svart bonde · c6 svart bonde · f5 svart löpare · d4 vit bonde · e4 vit springare · a2 vit bonde · b2 vit bonde · c2 vit bonde · f2 vit bonde · g2 vit bonde · h2 vit bonde · a1 vit torn · c1 vit löpare · d1 vit drottning · e1 vit kung · f1 vit löpare · g1 vit springare · h1 vit torn | 7 |
| 6 | a8 svart torn · b8 svart springare · d8 svart drottning · e8 svart kung · f8 svart löpare · g8 svart springare · h8 svart torn · a7 svart bonde · b7 svart bonde · e7 svart bonde · f7 svart bonde · g7 svart bonde · h7 svart bonde · c6 svart bonde · f5 svart löpare · d4 vit bonde · e4 vit springare · a2 vit bonde · b2 vit bonde · c2 vit bonde · f2 vit bonde · g2 vit bonde · h2 vit bonde · a1 vit torn · c1 vit löpare · d1 vit drottning · e1 vit kung · f1 vit löpare · g1 vit springare · h1 vit torn | a8 svart torn · b8 svart springare · d8 svart drottning · e8 svart kung · f8 svart löpare · g8 svart springare · h8 svart torn · a7 svart bonde · b7 svart bonde · e7 svart bonde · f7 svart bonde · g7 svart bonde · h7 svart bonde · c6 svart bonde · f5 svart löpare · d4 vit bonde · e4 vit springare · a2 vit bonde · b2 vit bonde · c2 vit bonde · f2 vit bonde · g2 vit bonde · h2 vit bonde · a1 vit torn · c1 vit löpare · d1 vit drottning · e1 vit kung · f1 vit löpare · g1 vit springare · h1 vit torn | a8 svart torn · b8 svart springare · d8 svart drottning · e8 svart kung · f8 svart löpare · g8 svart springare · h8 svart torn · a7 svart bonde · b7 svart bonde · e7 svart bonde · f7 svart bonde · g7 svart bonde · h7 svart bonde · c6 svart bonde · f5 svart löpare · d4 vit bonde · e4 vit springare · a2 vit bonde · b2 vit bonde · c2 vit bonde · f2 vit bonde · g2 vit bonde · h2 vit bonde · a1 vit torn · c1 vit löpare · d1 vit drottning · e1 vit kung · f1 vit löpare · g1 vit springare · h1 vit torn | a8 svart torn · b8 svart springare · d8 svart drottning · e8 svart kung · f8 svart löpare · g8 svart springare · h8 svart torn · a7 svart bonde · b7 svart bonde · e7 svart bonde · f7 svart bonde · g7 svart bonde · h7 svart bonde · c6 svart bonde · f5 svart löpare · d4 vit bonde · e4 vit springare · a2 vit bonde · b2 vit bonde · c2 vit bonde · f2 vit bonde · g2 vit bonde · h2 vit bonde · a1 vit torn · c1 vit löpare · d1 vit drottning · e1 vit kung · f1 vit löpare · g1 vit springare · h1 vit torn | a8 svart torn · b8 svart springare · d8 svart drottning · e8 svart kung · f8 svart löpare · g8 svart springare · h8 svart torn · a7 svart bonde · b7 svart bonde · e7 svart bonde · f7 svart bonde · g7 svart bonde · h7 svart bonde · c6 svart bonde · f5 svart löpare · d4 vit bonde · e4 vit springare · a2 vit bonde · b2 vit bonde · c2 vit bonde · f2 vit bonde · g2 vit bonde · h2 vit bonde · a1 vit torn · c1 vit löpare · d1 vit drottning · e1 vit kung · f1 vit löpare · g1 vit springare · h1 vit torn | a8 svart torn · b8 svart springare · d8 svart drottning · e8 svart kung · f8 svart löpare · g8 svart springare · h8 svart torn · a7 svart bonde · b7 svart bonde · e7 svart bonde · f7 svart bonde · g7 svart bonde · h7 svart bonde · c6 svart bonde · f5 svart löpare · d4 vit bonde · e4 vit springare · a2 vit bonde · b2 vit bonde · c2 vit bonde · f2 vit bonde · g2 vit bonde · h2 vit bonde · a1 vit torn · c1 vit löpare · d1 vit drottning · e1 vit kung · f1 vit löpare · g1 vit springare · h1 vit torn | a8 svart torn · b8 svart springare · d8 svart drottning · e8 svart kung · f8 svart löpare · g8 svart springare · h8 svart torn · a7 svart bonde · b7 svart bonde · e7 svart bonde · f7 svart bonde · g7 svart bonde · h7 svart bonde · c6 svart bonde · f5 svart löpare · d4 vit bonde · e4 vit springare · a2 vit bonde · b2 vit bonde · c2 vit bonde · f2 vit bonde · g2 vit bonde · h2 vit bonde · a1 vit torn · c1 vit löpare · d1 vit drottning · e1 vit kung · f1 vit löpare · g1 vit springare · h1 vit torn | a8 svart torn · b8 svart springare · d8 svart drottning · e8 svart kung · f8 svart löpare · g8 svart springare · h8 svart torn · a7 svart bonde · b7 svart bonde · e7 svart bonde · f7 svart bonde · g7 svart bonde · h7 svart bonde · c6 svart bonde · f5 svart löpare · d4 vit bonde · e4 vit springare · a2 vit bonde · b2 vit bonde · c2 vit bonde · f2 vit bonde · g2 vit bonde · h2 vit bonde · a1 vit torn · c1 vit löpare · d1 vit drottning · e1 vit kung · f1 vit löpare · g1 vit springare · h1 vit torn | 6 |
| 5 | a8 svart torn · b8 svart springare · d8 svart drottning · e8 svart kung · f8 svart löpare · g8 svart springare · h8 svart torn · a7 svart bonde · b7 svart bonde · e7 svart bonde · f7 svart bonde · g7 svart bonde · h7 svart bonde · c6 svart bonde · f5 svart löpare · d4 vit bonde · e4 vit springare · a2 vit bonde · b2 vit bonde · c2 vit bonde · f2 vit bonde · g2 vit bonde · h2 vit bonde · a1 vit torn · c1 vit löpare · d1 vit drottning · e1 vit kung · f1 vit löpare · g1 vit springare · h1 vit torn | a8 svart torn · b8 svart springare · d8 svart drottning · e8 svart kung · f8 svart löpare · g8 svart springare · h8 svart torn · a7 svart bonde · b7 svart bonde · e7 svart bonde · f7 svart bonde · g7 svart bonde · h7 svart bonde · c6 svart bonde · f5 svart löpare · d4 vit bonde · e4 vit springare · a2 vit bonde · b2 vit bonde · c2 vit bonde · f2 vit bonde · g2 vit bonde · h2 vit bonde · a1 vit torn · c1 vit löpare · d1 vit drottning · e1 vit kung · f1 vit löpare · g1 vit springare · h1 vit torn | a8 svart torn · b8 svart springare · d8 svart drottning · e8 svart kung · f8 svart löpare · g8 svart springare · h8 svart torn · a7 svart bonde · b7 svart bonde · e7 svart bonde · f7 svart bonde · g7 svart bonde · h7 svart bonde · c6 svart bonde · f5 svart löpare · d4 vit bonde · e4 vit springare · a2 vit bonde · b2 vit bonde · c2 vit bonde · f2 vit bonde · g2 vit bonde · h2 vit bonde · a1 vit torn · c1 vit löpare · d1 vit drottning · e1 vit kung · f1 vit löpare · g1 vit springare · h1 vit torn | a8 svart torn · b8 svart springare · d8 svart drottning · e8 svart kung · f8 svart löpare · g8 svart springare · h8 svart torn · a7 svart bonde · b7 svart bonde · e7 svart bonde · f7 svart bonde · g7 svart bonde · h7 svart bonde · c6 svart bonde · f5 svart löpare · d4 vit bonde · e4 vit springare · a2 vit bonde · b2 vit bonde · c2 vit bonde · f2 vit bonde · g2 vit bonde · h2 vit bonde · a1 vit torn · c1 vit löpare · d1 vit drottning · e1 vit kung · f1 vit löpare · g1 vit springare · h1 vit torn | a8 svart torn · b8 svart springare · d8 svart drottning · e8 svart kung · f8 svart löpare · g8 svart springare · h8 svart torn · a7 svart bonde · b7 svart bonde · e7 svart bonde · f7 svart bonde · g7 svart bonde · h7 svart bonde · c6 svart bonde · f5 svart löpare · d4 vit bonde · e4 vit springare · a2 vit bonde · b2 vit bonde · c2 vit bonde · f2 vit bonde · g2 vit bonde · h2 vit bonde · a1 vit torn · c1 vit löpare · d1 vit drottning · e1 vit kung · f1 vit löpare · g1 vit springare · h1 vit torn | a8 svart torn · b8 svart springare · d8 svart drottning · e8 svart kung · f8 svart löpare · g8 svart springare · h8 svart torn · a7 svart bonde · b7 svart bonde · e7 svart bonde · f7 svart bonde · g7 svart bonde · h7 svart bonde · c6 svart bonde · f5 svart löpare · d4 vit bonde · e4 vit springare · a2 vit bonde · b2 vit bonde · c2 vit bonde · f2 vit bonde · g2 vit bonde · h2 vit bonde · a1 vit torn · c1 vit löpare · d1 vit drottning · e1 vit kung · f1 vit löpare · g1 vit springare · h1 vit torn | a8 svart torn · b8 svart springare · d8 svart drottning · e8 svart kung · f8 svart löpare · g8 svart springare · h8 svart torn · a7 svart bonde · b7 svart bonde · e7 svart bonde · f7 svart bonde · g7 svart bonde · h7 svart bonde · c6 svart bonde · f5 svart löpare · d4 vit bonde · e4 vit springare · a2 vit bonde · b2 vit bonde · c2 vit bonde · f2 vit bonde · g2 vit bonde · h2 vit bonde · a1 vit torn · c1 vit löpare · d1 vit drottning · e1 vit kung · f1 vit löpare · g1 vit springare · h1 vit torn | a8 svart torn · b8 svart springare · d8 svart drottning · e8 svart kung · f8 svart löpare · g8 svart springare · h8 svart torn · a7 svart bonde · b7 svart bonde · e7 svart bonde · f7 svart bonde · g7 svart bonde · h7 svart bonde · c6 svart bonde · f5 svart löpare · d4 vit bonde · e4 vit springare · a2 vit bonde · b2 vit bonde · c2 vit bonde · f2 vit bonde · g2 vit bonde · h2 vit bonde · a1 vit torn · c1 vit löpare · d1 vit drottning · e1 vit kung · f1 vit löpare · g1 vit springare · h1 vit torn | 5 |
| 4 | a8 svart torn · b8 svart springare · d8 svart drottning · e8 svart kung · f8 svart löpare · g8 svart springare · h8 svart torn · a7 svart bonde · b7 svart bonde · e7 svart bonde · f7 svart bonde · g7 svart bonde · h7 svart bonde · c6 svart bonde · f5 svart löpare · d4 vit bonde · e4 vit springare · a2 vit bonde · b2 vit bonde · c2 vit bonde · f2 vit bonde · g2 vit bonde · h2 vit bonde · a1 vit torn · c1 vit löpare · d1 vit drottning · e1 vit kung · f1 vit löpare · g1 vit springare · h1 vit torn | a8 svart torn · b8 svart springare · d8 svart drottning · e8 svart kung · f8 svart löpare · g8 svart springare · h8 svart torn · a7 svart bonde · b7 svart bonde · e7 svart bonde · f7 svart bonde · g7 svart bonde · h7 svart bonde · c6 svart bonde · f5 svart löpare · d4 vit bonde · e4 vit springare · a2 vit bonde · b2 vit bonde · c2 vit bonde · f2 vit bonde · g2 vit bonde · h2 vit bonde · a1 vit torn · c1 vit löpare · d1 vit drottning · e1 vit kung · f1 vit löpare · g1 vit springare · h1 vit torn | a8 svart torn · b8 svart springare · d8 svart drottning · e8 svart kung · f8 svart löpare · g8 svart springare · h8 svart torn · a7 svart bonde · b7 svart bonde · e7 svart bonde · f7 svart bonde · g7 svart bonde · h7 svart bonde · c6 svart bonde · f5 svart löpare · d4 vit bonde · e4 vit springare · a2 vit bonde · b2 vit bonde · c2 vit bonde · f2 vit bonde · g2 vit bonde · h2 vit bonde · a1 vit torn · c1 vit löpare · d1 vit drottning · e1 vit kung · f1 vit löpare · g1 vit springare · h1 vit torn | a8 svart torn · b8 svart springare · d8 svart drottning · e8 svart kung · f8 svart löpare · g8 svart springare · h8 svart torn · a7 svart bonde · b7 svart bonde · e7 svart bonde · f7 svart bonde · g7 svart bonde · h7 svart bonde · c6 svart bonde · f5 svart löpare · d4 vit bonde · e4 vit springare · a2 vit bonde · b2 vit bonde · c2 vit bonde · f2 vit bonde · g2 vit bonde · h2 vit bonde · a1 vit torn · c1 vit löpare · d1 vit drottning · e1 vit kung · f1 vit löpare · g1 vit springare · h1 vit torn | a8 svart torn · b8 svart springare · d8 svart drottning · e8 svart kung · f8 svart löpare · g8 svart springare · h8 svart torn · a7 svart bonde · b7 svart bonde · e7 svart bonde · f7 svart bonde · g7 svart bonde · h7 svart bonde · c6 svart bonde · f5 svart löpare · d4 vit bonde · e4 vit springare · a2 vit bonde · b2 vit bonde · c2 vit bonde · f2 vit bonde · g2 vit bonde · h2 vit bonde · a1 vit torn · c1 vit löpare · d1 vit drottning · e1 vit kung · f1 vit löpare · g1 vit springare · h1 vit torn | a8 svart torn · b8 svart springare · d8 svart drottning · e8 svart kung · f8 svart löpare · g8 svart springare · h8 svart torn · a7 svart bonde · b7 svart bonde · e7 svart bonde · f7 svart bonde · g7 svart bonde · h7 svart bonde · c6 svart bonde · f5 svart löpare · d4 vit bonde · e4 vit springare · a2 vit bonde · b2 vit bonde · c2 vit bonde · f2 vit bonde · g2 vit bonde · h2 vit bonde · a1 vit torn · c1 vit löpare · d1 vit drottning · e1 vit kung · f1 vit löpare · g1 vit springare · h1 vit torn | a8 svart torn · b8 svart springare · d8 svart drottning · e8 svart kung · f8 svart löpare · g8 svart springare · h8 svart torn · a7 svart bonde · b7 svart bonde · e7 svart bonde · f7 svart bonde · g7 svart bonde · h7 svart bonde · c6 svart bonde · f5 svart löpare · d4 vit bonde · e4 vit springare · a2 vit bonde · b2 vit bonde · c2 vit bonde · f2 vit bonde · g2 vit bonde · h2 vit bonde · a1 vit torn · c1 vit löpare · d1 vit drottning · e1 vit kung · f1 vit löpare · g1 vit springare · h1 vit torn | a8 svart torn · b8 svart springare · d8 svart drottning · e8 svart kung · f8 svart löpare · g8 svart springare · h8 svart torn · a7 svart bonde · b7 svart bonde · e7 svart bonde · f7 svart bonde · g7 svart bonde · h7 svart bonde · c6 svart bonde · f5 svart löpare · d4 vit bonde · e4 vit springare · a2 vit bonde · b2 vit bonde · c2 vit bonde · f2 vit bonde · g2 vit bonde · h2 vit bonde · a1 vit torn · c1 vit löpare · d1 vit drottning · e1 vit kung · f1 vit löpare · g1 vit springare · h1 vit torn | 4 |
| 3 | a8 svart torn · b8 svart springare · d8 svart drottning · e8 svart kung · f8 svart löpare · g8 svart springare · h8 svart torn · a7 svart bonde · b7 svart bonde · e7 svart bonde · f7 svart bonde · g7 svart bonde · h7 svart bonde · c6 svart bonde · f5 svart löpare · d4 vit bonde · e4 vit springare · a2 vit bonde · b2 vit bonde · c2 vit bonde · f2 vit bonde · g2 vit bonde · h2 vit bonde · a1 vit torn · c1 vit löpare · d1 vit drottning · e1 vit kung · f1 vit löpare · g1 vit springare · h1 vit torn | a8 svart torn · b8 svart springare · d8 svart drottning · e8 svart kung · f8 svart löpare · g8 svart springare · h8 svart torn · a7 svart bonde · b7 svart bonde · e7 svart bonde · f7 svart bonde · g7 svart bonde · h7 svart bonde · c6 svart bonde · f5 svart löpare · d4 vit bonde · e4 vit springare · a2 vit bonde · b2 vit bonde · c2 vit bonde · f2 vit bonde · g2 vit bonde · h2 vit bonde · a1 vit torn · c1 vit löpare · d1 vit drottning · e1 vit kung · f1 vit löpare · g1 vit springare · h1 vit torn | a8 svart torn · b8 svart springare · d8 svart drottning · e8 svart kung · f8 svart löpare · g8 svart springare · h8 svart torn · a7 svart bonde · b7 svart bonde · e7 svart bonde · f7 svart bonde · g7 svart bonde · h7 svart bonde · c6 svart bonde · f5 svart löpare · d4 vit bonde · e4 vit springare · a2 vit bonde · b2 vit bonde · c2 vit bonde · f2 vit bonde · g2 vit bonde · h2 vit bonde · a1 vit torn · c1 vit löpare · d1 vit drottning · e1 vit kung · f1 vit löpare · g1 vit springare · h1 vit torn | a8 svart torn · b8 svart springare · d8 svart drottning · e8 svart kung · f8 svart löpare · g8 svart springare · h8 svart torn · a7 svart bonde · b7 svart bonde · e7 svart bonde · f7 svart bonde · g7 svart bonde · h7 svart bonde · c6 svart bonde · f5 svart löpare · d4 vit bonde · e4 vit springare · a2 vit bonde · b2 vit bonde · c2 vit bonde · f2 vit bonde · g2 vit bonde · h2 vit bonde · a1 vit torn · c1 vit löpare · d1 vit drottning · e1 vit kung · f1 vit löpare · g1 vit springare · h1 vit torn | a8 svart torn · b8 svart springare · d8 svart drottning · e8 svart kung · f8 svart löpare · g8 svart springare · h8 svart torn · a7 svart bonde · b7 svart bonde · e7 svart bonde · f7 svart bonde · g7 svart bonde · h7 svart bonde · c6 svart bonde · f5 svart löpare · d4 vit bonde · e4 vit springare · a2 vit bonde · b2 vit bonde · c2 vit bonde · f2 vit bonde · g2 vit bonde · h2 vit bonde · a1 vit torn · c1 vit löpare · d1 vit drottning · e1 vit kung · f1 vit löpare · g1 vit springare · h1 vit torn | a8 svart torn · b8 svart springare · d8 svart drottning · e8 svart kung · f8 svart löpare · g8 svart springare · h8 svart torn · a7 svart bonde · b7 svart bonde · e7 svart bonde · f7 svart bonde · g7 svart bonde · h7 svart bonde · c6 svart bonde · f5 svart löpare · d4 vit bonde · e4 vit springare · a2 vit bonde · b2 vit bonde · c2 vit bonde · f2 vit bonde · g2 vit bonde · h2 vit bonde · a1 vit torn · c1 vit löpare · d1 vit drottning · e1 vit kung · f1 vit löpare · g1 vit springare · h1 vit torn | a8 svart torn · b8 svart springare · d8 svart drottning · e8 svart kung · f8 svart löpare · g8 svart springare · h8 svart torn · a7 svart bonde · b7 svart bonde · e7 svart bonde · f7 svart bonde · g7 svart bonde · h7 svart bonde · c6 svart bonde · f5 svart löpare · d4 vit bonde · e4 vit springare · a2 vit bonde · b2 vit bonde · c2 vit bonde · f2 vit bonde · g2 vit bonde · h2 vit bonde · a1 vit torn · c1 vit löpare · d1 vit drottning · e1 vit kung · f1 vit löpare · g1 vit springare · h1 vit torn | a8 svart torn · b8 svart springare · d8 svart drottning · e8 svart kung · f8 svart löpare · g8 svart springare · h8 svart torn · a7 svart bonde · b7 svart bonde · e7 svart bonde · f7 svart bonde · g7 svart bonde · h7 svart bonde · c6 svart bonde · f5 svart löpare · d4 vit bonde · e4 vit springare · a2 vit bonde · b2 vit bonde · c2 vit bonde · f2 vit bonde · g2 vit bonde · h2 vit bonde · a1 vit torn · c1 vit löpare · d1 vit drottning · e1 vit kung · f1 vit löpare · g1 vit springare · h1 vit torn | 3 |
| 2 | a8 svart torn · b8 svart springare · d8 svart drottning · e8 svart kung · f8 svart löpare · g8 svart springare · h8 svart torn · a7 svart bonde · b7 svart bonde · e7 svart bonde · f7 svart bonde · g7 svart bonde · h7 svart bonde · c6 svart bonde · f5 svart löpare · d4 vit bonde · e4 vit springare · a2 vit bonde · b2 vit bonde · c2 vit bonde · f2 vit bonde · g2 vit bonde · h2 vit bonde · a1 vit torn · c1 vit löpare · d1 vit drottning · e1 vit kung · f1 vit löpare · g1 vit springare · h1 vit torn | a8 svart torn · b8 svart springare · d8 svart drottning · e8 svart kung · f8 svart löpare · g8 svart springare · h8 svart torn · a7 svart bonde · b7 svart bonde · e7 svart bonde · f7 svart bonde · g7 svart bonde · h7 svart bonde · c6 svart bonde · f5 svart löpare · d4 vit bonde · e4 vit springare · a2 vit bonde · b2 vit bonde · c2 vit bonde · f2 vit bonde · g2 vit bonde · h2 vit bonde · a1 vit torn · c1 vit löpare · d1 vit drottning · e1 vit kung · f1 vit löpare · g1 vit springare · h1 vit torn | a8 svart torn · b8 svart springare · d8 svart drottning · e8 svart kung · f8 svart löpare · g8 svart springare · h8 svart torn · a7 svart bonde · b7 svart bonde · e7 svart bonde · f7 svart bonde · g7 svart bonde · h7 svart bonde · c6 svart bonde · f5 svart löpare · d4 vit bonde · e4 vit springare · a2 vit bonde · b2 vit bonde · c2 vit bonde · f2 vit bonde · g2 vit bonde · h2 vit bonde · a1 vit torn · c1 vit löpare · d1 vit drottning · e1 vit kung · f1 vit löpare · g1 vit springare · h1 vit torn | a8 svart torn · b8 svart springare · d8 svart drottning · e8 svart kung · f8 svart löpare · g8 svart springare · h8 svart torn · a7 svart bonde · b7 svart bonde · e7 svart bonde · f7 svart bonde · g7 svart bonde · h7 svart bonde · c6 svart bonde · f5 svart löpare · d4 vit bonde · e4 vit springare · a2 vit bonde · b2 vit bonde · c2 vit bonde · f2 vit bonde · g2 vit bonde · h2 vit bonde · a1 vit torn · c1 vit löpare · d1 vit drottning · e1 vit kung · f1 vit löpare · g1 vit springare · h1 vit torn | a8 svart torn · b8 svart springare · d8 svart drottning · e8 svart kung · f8 svart löpare · g8 svart springare · h8 svart torn · a7 svart bonde · b7 svart bonde · e7 svart bonde · f7 svart bonde · g7 svart bonde · h7 svart bonde · c6 svart bonde · f5 svart löpare · d4 vit bonde · e4 vit springare · a2 vit bonde · b2 vit bonde · c2 vit bonde · f2 vit bonde · g2 vit bonde · h2 vit bonde · a1 vit torn · c1 vit löpare · d1 vit drottning · e1 vit kung · f1 vit löpare · g1 vit springare · h1 vit torn | a8 svart torn · b8 svart springare · d8 svart drottning · e8 svart kung · f8 svart löpare · g8 svart springare · h8 svart torn · a7 svart bonde · b7 svart bonde · e7 svart bonde · f7 svart bonde · g7 svart bonde · h7 svart bonde · c6 svart bonde · f5 svart löpare · d4 vit bonde · e4 vit springare · a2 vit bonde · b2 vit bonde · c2 vit bonde · f2 vit bonde · g2 vit bonde · h2 vit bonde · a1 vit torn · c1 vit löpare · d1 vit drottning · e1 vit kung · f1 vit löpare · g1 vit springare · h1 vit torn | a8 svart torn · b8 svart springare · d8 svart drottning · e8 svart kung · f8 svart löpare · g8 svart springare · h8 svart torn · a7 svart bonde · b7 svart bonde · e7 svart bonde · f7 svart bonde · g7 svart bonde · h7 svart bonde · c6 svart bonde · f5 svart löpare · d4 vit bonde · e4 vit springare · a2 vit bonde · b2 vit bonde · c2 vit bonde · f2 vit bonde · g2 vit bonde · h2 vit bonde · a1 vit torn · c1 vit löpare · d1 vit drottning · e1 vit kung · f1 vit löpare · g1 vit springare · h1 vit torn | a8 svart torn · b8 svart springare · d8 svart drottning · e8 svart kung · f8 svart löpare · g8 svart springare · h8 svart torn · a7 svart bonde · b7 svart bonde · e7 svart bonde · f7 svart bonde · g7 svart bonde · h7 svart bonde · c6 svart bonde · f5 svart löpare · d4 vit bonde · e4 vit springare · a2 vit bonde · b2 vit bonde · c2 vit bonde · f2 vit bonde · g2 vit bonde · h2 vit bonde · a1 vit torn · c1 vit löpare · d1 vit drottning · e1 vit kung · f1 vit löpare · g1 vit springare · h1 vit torn | 2 |
| 1 | a8 svart torn · b8 svart springare · d8 svart drottning · e8 svart kung · f8 svart löpare · g8 svart springare · h8 svart torn · a7 svart bonde · b7 svart bonde · e7 svart bonde · f7 svart bonde · g7 svart bonde · h7 svart bonde · c6 svart bonde · f5 svart löpare · d4 vit bonde · e4 vit springare · a2 vit bonde · b2 vit bonde · c2 vit bonde · f2 vit bonde · g2 vit bonde · h2 vit bonde · a1 vit torn · c1 vit löpare · d1 vit drottning · e1 vit kung · f1 vit löpare · g1 vit springare · h1 vit torn | a8 svart torn · b8 svart springare · d8 svart drottning · e8 svart kung · f8 svart löpare · g8 svart springare · h8 svart torn · a7 svart bonde · b7 svart bonde · e7 svart bonde · f7 svart bonde · g7 svart bonde · h7 svart bonde · c6 svart bonde · f5 svart löpare · d4 vit bonde · e4 vit springare · a2 vit bonde · b2 vit bonde · c2 vit bonde · f2 vit bonde · g2 vit bonde · h2 vit bonde · a1 vit torn · c1 vit löpare · d1 vit drottning · e1 vit kung · f1 vit löpare · g1 vit springare · h1 vit torn | a8 svart torn · b8 svart springare · d8 svart drottning · e8 svart kung · f8 svart löpare · g8 svart springare · h8 svart torn · a7 svart bonde · b7 svart bonde · e7 svart bonde · f7 svart bonde · g7 svart bonde · h7 svart bonde · c6 svart bonde · f5 svart löpare · d4 vit bonde · e4 vit springare · a2 vit bonde · b2 vit bonde · c2 vit bonde · f2 vit bonde · g2 vit bonde · h2 vit bonde · a1 vit torn · c1 vit löpare · d1 vit drottning · e1 vit kung · f1 vit löpare · g1 vit springare · h1 vit torn | a8 svart torn · b8 svart springare · d8 svart drottning · e8 svart kung · f8 svart löpare · g8 svart springare · h8 svart torn · a7 svart bonde · b7 svart bonde · e7 svart bonde · f7 svart bonde · g7 svart bonde · h7 svart bonde · c6 svart bonde · f5 svart löpare · d4 vit bonde · e4 vit springare · a2 vit bonde · b2 vit bonde · c2 vit bonde · f2 vit bonde · g2 vit bonde · h2 vit bonde · a1 vit torn · c1 vit löpare · d1 vit drottning · e1 vit kung · f1 vit löpare · g1 vit springare · h1 vit torn | a8 svart torn · b8 svart springare · d8 svart drottning · e8 svart kung · f8 svart löpare · g8 svart springare · h8 svart torn · a7 svart bonde · b7 svart bonde · e7 svart bonde · f7 svart bonde · g7 svart bonde · h7 svart bonde · c6 svart bonde · f5 svart löpare · d4 vit bonde · e4 vit springare · a2 vit bonde · b2 vit bonde · c2 vit bonde · f2 vit bonde · g2 vit bonde · h2 vit bonde · a1 vit torn · c1 vit löpare · d1 vit drottning · e1 vit kung · f1 vit löpare · g1 vit springare · h1 vit torn | a8 svart torn · b8 svart springare · d8 svart drottning · e8 svart kung · f8 svart löpare · g8 svart springare · h8 svart torn · a7 svart bonde · b7 svart bonde · e7 svart bonde · f7 svart bonde · g7 svart bonde · h7 svart bonde · c6 svart bonde · f5 svart löpare · d4 vit bonde · e4 vit springare · a2 vit bonde · b2 vit bonde · c2 vit bonde · f2 vit bonde · g2 vit bonde · h2 vit bonde · a1 vit torn · c1 vit löpare · d1 vit drottning · e1 vit kung · f1 vit löpare · g1 vit springare · h1 vit torn | a8 svart torn · b8 svart springare · d8 svart drottning · e8 svart kung · f8 svart löpare · g8 svart springare · h8 svart torn · a7 svart bonde · b7 svart bonde · e7 svart bonde · f7 svart bonde · g7 svart bonde · h7 svart bonde · c6 svart bonde · f5 svart löpare · d4 vit bonde · e4 vit springare · a2 vit bonde · b2 vit bonde · c2 vit bonde · f2 vit bonde · g2 vit bonde · h2 vit bonde · a1 vit torn · c1 vit löpare · d1 vit drottning · e1 vit kung · f1 vit löpare · g1 vit springare · h1 vit torn | a8 svart torn · b8 svart springare · d8 svart drottning · e8 svart kung · f8 svart löpare · g8 svart springare · h8 svart torn · a7 svart bonde · b7 svart bonde · e7 svart bonde · f7 svart bonde · g7 svart bonde · h7 svart bonde · c6 svart bonde · f5 svart löpare · d4 vit bonde · e4 vit springare · a2 vit bonde · b2 vit bonde · c2 vit bonde · f2 vit bonde · g2 vit bonde · h2 vit bonde · a1 vit torn · c1 vit löpare · d1 vit drottning · e1 vit kung · f1 vit löpare · g1 vit springare · h1 vit torn | 1 |
|   | a | b | c | d | e | f | g | h |   |

Den klassiska varianten är vanligast och uppkommer efter 2.d4 d5 3.Sc3 dxe4 4.Sxe4 Lf5.
Vit fortsätter oftast med 5.Sg3 Lg6 6.h4 h6 7.Sf3 Sd7 8.h5 Lh7 9.Ld3 Lxd3 10.Dxd3.
Vit har angreppschanser och rockerar normalt långt. Svart kan rockera kort eller långt. Svart har en bra bondeställning och kan komma bättre i slutspelet (h5-bonden kan bli svag). 

### Moderna varianten (4...Sd7)
Moderna varianten definieras av 2.d4 d5 3.Sc3 dxe4 4.Sxe4 Sd7.
Det är också en solid variant där svarts mål är att byta av en springare utan att försvaga bondeställningen (som efter 4...Sf6 nedan). Huvudskillnaden mot den klassiska varianten är att vitfältslöparna inte är avbytta.
Vit fortsätter normalt med 5.Sf3, 5.Sg5 eller 5.Lc4.  

### 4...Sf6
Svart kan också spela ...Sf6 utan förberedelser: 2.d4 d5 3.Sc3 dxe4 4.Sxe4 Sf6. 
Vit fortsätter normalt 5.Sxf6+ och svart har nu två möjligheter som ger spelet helt olika karaktär:
- 5...gxf6 ger svart en öppen g-linje och aktivt spel men en dålig bondeställning.
- 5...exf6 är sundare och ger svart snabb utveckling men vit har även här den bättre bondeställningen.

### Framskjutningsvarianten (3.e5)
|   | a | b | c | d | e | f | g | h |   |
| 8 | a8 svart torn · b8 svart springare · d8 svart drottning · e8 svart kung · f8 svart löpare · g8 svart springare · h8 svart torn · a7 svart bonde · b7 svart bonde · e7 svart bonde · f7 svart bonde · g7 svart bonde · h7 svart bonde · c6 svart bonde · d5 svart bonde · e5 vit bonde · f5 svart löpare · d4 vit bonde · a2 vit bonde · b2 vit bonde · c2 vit bonde · f2 vit bonde · g2 vit bonde · h2 vit bonde · a1 vit torn · b1 vit springare · c1 vit löpare · d1 vit drottning · e1 vit kung · f1 vit löpare · g1 vit springare · h1 vit torn | a8 svart torn · b8 svart springare · d8 svart drottning · e8 svart kung · f8 svart löpare · g8 svart springare · h8 svart torn · a7 svart bonde · b7 svart bonde · e7 svart bonde · f7 svart bonde · g7 svart bonde · h7 svart bonde · c6 svart bonde · d5 svart bonde · e5 vit bonde · f5 svart löpare · d4 vit bonde · a2 vit bonde · b2 vit bonde · c2 vit bonde · f2 vit bonde · g2 vit bonde · h2 vit bonde · a1 vit torn · b1 vit springare · c1 vit löpare · d1 vit drottning · e1 vit kung · f1 vit löpare · g1 vit springare · h1 vit torn | a8 svart torn · b8 svart springare · d8 svart drottning · e8 svart kung · f8 svart löpare · g8 svart springare · h8 svart torn · a7 svart bonde · b7 svart bonde · e7 svart bonde · f7 svart bonde · g7 svart bonde · h7 svart bonde · c6 svart bonde · d5 svart bonde · e5 vit bonde · f5 svart löpare · d4 vit bonde · a2 vit bonde · b2 vit bonde · c2 vit bonde · f2 vit bonde · g2 vit bonde · h2 vit bonde · a1 vit torn · b1 vit springare · c1 vit löpare · d1 vit drottning · e1 vit kung · f1 vit löpare · g1 vit springare · h1 vit torn | a8 svart torn · b8 svart springare · d8 svart drottning · e8 svart kung · f8 svart löpare · g8 svart springare · h8 svart torn · a7 svart bonde · b7 svart bonde · e7 svart bonde · f7 svart bonde · g7 svart bonde · h7 svart bonde · c6 svart bonde · d5 svart bonde · e5 vit bonde · f5 svart löpare · d4 vit bonde · a2 vit bonde · b2 vit bonde · c2 vit bonde · f2 vit bonde · g2 vit bonde · h2 vit bonde · a1 vit torn · b1 vit springare · c1 vit löpare · d1 vit drottning · e1 vit kung · f1 vit löpare · g1 vit springare · h1 vit torn | a8 svart torn · b8 svart springare · d8 svart drottning · e8 svart kung · f8 svart löpare · g8 svart springare · h8 svart torn · a7 svart bonde · b7 svart bonde · e7 svart bonde · f7 svart bonde · g7 svart bonde · h7 svart bonde · c6 svart bonde · d5 svart bonde · e5 vit bonde · f5 svart löpare · d4 vit bonde · a2 vit bonde · b2 vit bonde · c2 vit bonde · f2 vit bonde · g2 vit bonde · h2 vit bonde · a1 vit torn · b1 vit springare · c1 vit löpare · d1 vit drottning · e1 vit kung · f1 vit löpare · g1 vit springare · h1 vit torn | a8 svart torn · b8 svart springare · d8 svart drottning · e8 svart kung · f8 svart löpare · g8 svart springare · h8 svart torn · a7 svart bonde · b7 svart bonde · e7 svart bonde · f7 svart bonde · g7 svart bonde · h7 svart bonde · c6 svart bonde · d5 svart bonde · e5 vit bonde · f5 svart löpare · d4 vit bonde · a2 vit bonde · b2 vit bonde · c2 vit bonde · f2 vit bonde · g2 vit bonde · h2 vit bonde · a1 vit torn · b1 vit springare · c1 vit löpare · d1 vit drottning · e1 vit kung · f1 vit löpare · g1 vit springare · h1 vit torn | a8 svart torn · b8 svart springare · d8 svart drottning · e8 svart kung · f8 svart löpare · g8 svart springare · h8 svart torn · a7 svart bonde · b7 svart bonde · e7 svart bonde · f7 svart bonde · g7 svart bonde · h7 svart bonde · c6 svart bonde · d5 svart bonde · e5 vit bonde · f5 svart löpare · d4 vit bonde · a2 vit bonde · b2 vit bonde · c2 vit bonde · f2 vit bonde · g2 vit bonde · h2 vit bonde · a1 vit torn · b1 vit springare · c1 vit löpare · d1 vit drottning · e1 vit kung · f1 vit löpare · g1 vit springare · h1 vit torn | a8 svart torn · b8 svart springare · d8 svart drottning · e8 svart kung · f8 svart löpare · g8 svart springare · h8 svart torn · a7 svart bonde · b7 svart bonde · e7 svart bonde · f7 svart bonde · g7 svart bonde · h7 svart bonde · c6 svart bonde · d5 svart bonde · e5 vit bonde · f5 svart löpare · d4 vit bonde · a2 vit bonde · b2 vit bonde · c2 vit bonde · f2 vit bonde · g2 vit bonde · h2 vit bonde · a1 vit torn · b1 vit springare · c1 vit löpare · d1 vit drottning · e1 vit kung · f1 vit löpare · g1 vit springare · h1 vit torn | 8 |
| 7 | a8 svart torn · b8 svart springare · d8 svart drottning · e8 svart kung · f8 svart löpare · g8 svart springare · h8 svart torn · a7 svart bonde · b7 svart bonde · e7 svart bonde · f7 svart bonde · g7 svart bonde · h7 svart bonde · c6 svart bonde · d5 svart bonde · e5 vit bonde · f5 svart löpare · d4 vit bonde · a2 vit bonde · b2 vit bonde · c2 vit bonde · f2 vit bonde · g2 vit bonde · h2 vit bonde · a1 vit torn · b1 vit springare · c1 vit löpare · d1 vit drottning · e1 vit kung · f1 vit löpare · g1 vit springare · h1 vit torn | a8 svart torn · b8 svart springare · d8 svart drottning · e8 svart kung · f8 svart löpare · g8 svart springare · h8 svart torn · a7 svart bonde · b7 svart bonde · e7 svart bonde · f7 svart bonde · g7 svart bonde · h7 svart bonde · c6 svart bonde · d5 svart bonde · e5 vit bonde · f5 svart löpare · d4 vit bonde · a2 vit bonde · b2 vit bonde · c2 vit bonde · f2 vit bonde · g2 vit bonde · h2 vit bonde · a1 vit torn · b1 vit springare · c1 vit löpare · d1 vit drottning · e1 vit kung · f1 vit löpare · g1 vit springare · h1 vit torn | a8 svart torn · b8 svart springare · d8 svart drottning · e8 svart kung · f8 svart löpare · g8 svart springare · h8 svart torn · a7 svart bonde · b7 svart bonde · e7 svart bonde · f7 svart bonde · g7 svart bonde · h7 svart bonde · c6 svart bonde · d5 svart bonde · e5 vit bonde · f5 svart löpare · d4 vit bonde · a2 vit bonde · b2 vit bonde · c2 vit bonde · f2 vit bonde · g2 vit bonde · h2 vit bonde · a1 vit torn · b1 vit springare · c1 vit löpare · d1 vit drottning · e1 vit kung · f1 vit löpare · g1 vit springare · h1 vit torn | a8 svart torn · b8 svart springare · d8 svart drottning · e8 svart kung · f8 svart löpare · g8 svart springare · h8 svart torn · a7 svart bonde · b7 svart bonde · e7 svart bonde · f7 svart bonde · g7 svart bonde · h7 svart bonde · c6 svart bonde · d5 svart bonde · e5 vit bonde · f5 svart löpare · d4 vit bonde · a2 vit bonde · b2 vit bonde · c2 vit bonde · f2 vit bonde · g2 vit bonde · h2 vit bonde · a1 vit torn · b1 vit springare · c1 vit löpare · d1 vit drottning · e1 vit kung · f1 vit löpare · g1 vit springare · h1 vit torn | a8 svart torn · b8 svart springare · d8 svart drottning · e8 svart kung · f8 svart löpare · g8 svart springare · h8 svart torn · a7 svart bonde · b7 svart bonde · e7 svart bonde · f7 svart bonde · g7 svart bonde · h7 svart bonde · c6 svart bonde · d5 svart bonde · e5 vit bonde · f5 svart löpare · d4 vit bonde · a2 vit bonde · b2 vit bonde · c2 vit bonde · f2 vit bonde · g2 vit bonde · h2 vit bonde · a1 vit torn · b1 vit springare · c1 vit löpare · d1 vit drottning · e1 vit kung · f1 vit löpare · g1 vit springare · h1 vit torn | a8 svart torn · b8 svart springare · d8 svart drottning · e8 svart kung · f8 svart löpare · g8 svart springare · h8 svart torn · a7 svart bonde · b7 svart bonde · e7 svart bonde · f7 svart bonde · g7 svart bonde · h7 svart bonde · c6 svart bonde · d5 svart bonde · e5 vit bonde · f5 svart löpare · d4 vit bonde · a2 vit bonde · b2 vit bonde · c2 vit bonde · f2 vit bonde · g2 vit bonde · h2 vit bonde · a1 vit torn · b1 vit springare · c1 vit löpare · d1 vit drottning · e1 vit kung · f1 vit löpare · g1 vit springare · h1 vit torn | a8 svart torn · b8 svart springare · d8 svart drottning · e8 svart kung · f8 svart löpare · g8 svart springare · h8 svart torn · a7 svart bonde · b7 svart bonde · e7 svart bonde · f7 svart bonde · g7 svart bonde · h7 svart bonde · c6 svart bonde · d5 svart bonde · e5 vit bonde · f5 svart löpare · d4 vit bonde · a2 vit bonde · b2 vit bonde · c2 vit bonde · f2 vit bonde · g2 vit bonde · h2 vit bonde · a1 vit torn · b1 vit springare · c1 vit löpare · d1 vit drottning · e1 vit kung · f1 vit löpare · g1 vit springare · h1 vit torn | a8 svart torn · b8 svart springare · d8 svart drottning · e8 svart kung · f8 svart löpare · g8 svart springare · h8 svart torn · a7 svart bonde · b7 svart bonde · e7 svart bonde · f7 svart bonde · g7 svart bonde · h7 svart bonde · c6 svart bonde · d5 svart bonde · e5 vit bonde · f5 svart löpare · d4 vit bonde · a2 vit bonde · b2 vit bonde · c2 vit bonde · f2 vit bonde · g2 vit bonde · h2 vit bonde · a1 vit torn · b1 vit springare · c1 vit löpare · d1 vit drottning · e1 vit kung · f1 vit löpare · g1 vit springare · h1 vit torn | 7 |
| 6 | a8 svart torn · b8 svart springare · d8 svart drottning · e8 svart kung · f8 svart löpare · g8 svart springare · h8 svart torn · a7 svart bonde · b7 svart bonde · e7 svart bonde · f7 svart bonde · g7 svart bonde · h7 svart bonde · c6 svart bonde · d5 svart bonde · e5 vit bonde · f5 svart löpare · d4 vit bonde · a2 vit bonde · b2 vit bonde · c2 vit bonde · f2 vit bonde · g2 vit bonde · h2 vit bonde · a1 vit torn · b1 vit springare · c1 vit löpare · d1 vit drottning · e1 vit kung · f1 vit löpare · g1 vit springare · h1 vit torn | a8 svart torn · b8 svart springare · d8 svart drottning · e8 svart kung · f8 svart löpare · g8 svart springare · h8 svart torn · a7 svart bonde · b7 svart bonde · e7 svart bonde · f7 svart bonde · g7 svart bonde · h7 svart bonde · c6 svart bonde · d5 svart bonde · e5 vit bonde · f5 svart löpare · d4 vit bonde · a2 vit bonde · b2 vit bonde · c2 vit bonde · f2 vit bonde · g2 vit bonde · h2 vit bonde · a1 vit torn · b1 vit springare · c1 vit löpare · d1 vit drottning · e1 vit kung · f1 vit löpare · g1 vit springare · h1 vit torn | a8 svart torn · b8 svart springare · d8 svart drottning · e8 svart kung · f8 svart löpare · g8 svart springare · h8 svart torn · a7 svart bonde · b7 svart bonde · e7 svart bonde · f7 svart bonde · g7 svart bonde · h7 svart bonde · c6 svart bonde · d5 svart bonde · e5 vit bonde · f5 svart löpare · d4 vit bonde · a2 vit bonde · b2 vit bonde · c2 vit bonde · f2 vit bonde · g2 vit bonde · h2 vit bonde · a1 vit torn · b1 vit springare · c1 vit löpare · d1 vit drottning · e1 vit kung · f1 vit löpare · g1 vit springare · h1 vit torn | a8 svart torn · b8 svart springare · d8 svart drottning · e8 svart kung · f8 svart löpare · g8 svart springare · h8 svart torn · a7 svart bonde · b7 svart bonde · e7 svart bonde · f7 svart bonde · g7 svart bonde · h7 svart bonde · c6 svart bonde · d5 svart bonde · e5 vit bonde · f5 svart löpare · d4 vit bonde · a2 vit bonde · b2 vit bonde · c2 vit bonde · f2 vit bonde · g2 vit bonde · h2 vit bonde · a1 vit torn · b1 vit springare · c1 vit löpare · d1 vit drottning · e1 vit kung · f1 vit löpare · g1 vit springare · h1 vit torn | a8 svart torn · b8 svart springare · d8 svart drottning · e8 svart kung · f8 svart löpare · g8 svart springare · h8 svart torn · a7 svart bonde · b7 svart bonde · e7 svart bonde · f7 svart bonde · g7 svart bonde · h7 svart bonde · c6 svart bonde · d5 svart bonde · e5 vit bonde · f5 svart löpare · d4 vit bonde · a2 vit bonde · b2 vit bonde · c2 vit bonde · f2 vit bonde · g2 vit bonde · h2 vit bonde · a1 vit torn · b1 vit springare · c1 vit löpare · d1 vit drottning · e1 vit kung · f1 vit löpare · g1 vit springare · h1 vit torn | a8 svart torn · b8 svart springare · d8 svart drottning · e8 svart kung · f8 svart löpare · g8 svart springare · h8 svart torn · a7 svart bonde · b7 svart bonde · e7 svart bonde · f7 svart bonde · g7 svart bonde · h7 svart bonde · c6 svart bonde · d5 svart bonde · e5 vit bonde · f5 svart löpare · d4 vit bonde · a2 vit bonde · b2 vit bonde · c2 vit bonde · f2 vit bonde · g2 vit bonde · h2 vit bonde · a1 vit torn · b1 vit springare · c1 vit löpare · d1 vit drottning · e1 vit kung · f1 vit löpare · g1 vit springare · h1 vit torn | a8 svart torn · b8 svart springare · d8 svart drottning · e8 svart kung · f8 svart löpare · g8 svart springare · h8 svart torn · a7 svart bonde · b7 svart bonde · e7 svart bonde · f7 svart bonde · g7 svart bonde · h7 svart bonde · c6 svart bonde · d5 svart bonde · e5 vit bonde · f5 svart löpare · d4 vit bonde · a2 vit bonde · b2 vit bonde · c2 vit bonde · f2 vit bonde · g2 vit bonde · h2 vit bonde · a1 vit torn · b1 vit springare · c1 vit löpare · d1 vit drottning · e1 vit kung · f1 vit löpare · g1 vit springare · h1 vit torn | a8 svart torn · b8 svart springare · d8 svart drottning · e8 svart kung · f8 svart löpare · g8 svart springare · h8 svart torn · a7 svart bonde · b7 svart bonde · e7 svart bonde · f7 svart bonde · g7 svart bonde · h7 svart bonde · c6 svart bonde · d5 svart bonde · e5 vit bonde · f5 svart löpare · d4 vit bonde · a2 vit bonde · b2 vit bonde · c2 vit bonde · f2 vit bonde · g2 vit bonde · h2 vit bonde · a1 vit torn · b1 vit springare · c1 vit löpare · d1 vit drottning · e1 vit kung · f1 vit löpare · g1 vit springare · h1 vit torn | 6 |
| 5 | a8 svart torn · b8 svart springare · d8 svart drottning · e8 svart kung · f8 svart löpare · g8 svart springare · h8 svart torn · a7 svart bonde · b7 svart bonde · e7 svart bonde · f7 svart bonde · g7 svart bonde · h7 svart bonde · c6 svart bonde · d5 svart bonde · e5 vit bonde · f5 svart löpare · d4 vit bonde · a2 vit bonde · b2 vit bonde · c2 vit bonde · f2 vit bonde · g2 vit bonde · h2 vit bonde · a1 vit torn · b1 vit springare · c1 vit löpare · d1 vit drottning · e1 vit kung · f1 vit löpare · g1 vit springare · h1 vit torn | a8 svart torn · b8 svart springare · d8 svart drottning · e8 svart kung · f8 svart löpare · g8 svart springare · h8 svart torn · a7 svart bonde · b7 svart bonde · e7 svart bonde · f7 svart bonde · g7 svart bonde · h7 svart bonde · c6 svart bonde · d5 svart bonde · e5 vit bonde · f5 svart löpare · d4 vit bonde · a2 vit bonde · b2 vit bonde · c2 vit bonde · f2 vit bonde · g2 vit bonde · h2 vit bonde · a1 vit torn · b1 vit springare · c1 vit löpare · d1 vit drottning · e1 vit kung · f1 vit löpare · g1 vit springare · h1 vit torn | a8 svart torn · b8 svart springare · d8 svart drottning · e8 svart kung · f8 svart löpare · g8 svart springare · h8 svart torn · a7 svart bonde · b7 svart bonde · e7 svart bonde · f7 svart bonde · g7 svart bonde · h7 svart bonde · c6 svart bonde · d5 svart bonde · e5 vit bonde · f5 svart löpare · d4 vit bonde · a2 vit bonde · b2 vit bonde · c2 vit bonde · f2 vit bonde · g2 vit bonde · h2 vit bonde · a1 vit torn · b1 vit springare · c1 vit löpare · d1 vit drottning · e1 vit kung · f1 vit löpare · g1 vit springare · h1 vit torn | a8 svart torn · b8 svart springare · d8 svart drottning · e8 svart kung · f8 svart löpare · g8 svart springare · h8 svart torn · a7 svart bonde · b7 svart bonde · e7 svart bonde · f7 svart bonde · g7 svart bonde · h7 svart bonde · c6 svart bonde · d5 svart bonde · e5 vit bonde · f5 svart löpare · d4 vit bonde · a2 vit bonde · b2 vit bonde · c2 vit bonde · f2 vit bonde · g2 vit bonde · h2 vit bonde · a1 vit torn · b1 vit springare · c1 vit löpare · d1 vit drottning · e1 vit kung · f1 vit löpare · g1 vit springare · h1 vit torn | a8 svart torn · b8 svart springare · d8 svart drottning · e8 svart kung · f8 svart löpare · g8 svart springare · h8 svart torn · a7 svart bonde · b7 svart bonde · e7 svart bonde · f7 svart bonde · g7 svart bonde · h7 svart bonde · c6 svart bonde · d5 svart bonde · e5 vit bonde · f5 svart löpare · d4 vit bonde · a2 vit bonde · b2 vit bonde · c2 vit bonde · f2 vit bonde · g2 vit bonde · h2 vit bonde · a1 vit torn · b1 vit springare · c1 vit löpare · d1 vit drottning · e1 vit kung · f1 vit löpare · g1 vit springare · h1 vit torn | a8 svart torn · b8 svart springare · d8 svart drottning · e8 svart kung · f8 svart löpare · g8 svart springare · h8 svart torn · a7 svart bonde · b7 svart bonde · e7 svart bonde · f7 svart bonde · g7 svart bonde · h7 svart bonde · c6 svart bonde · d5 svart bonde · e5 vit bonde · f5 svart löpare · d4 vit bonde · a2 vit bonde · b2 vit bonde · c2 vit bonde · f2 vit bonde · g2 vit bonde · h2 vit bonde · a1 vit torn · b1 vit springare · c1 vit löpare · d1 vit drottning · e1 vit kung · f1 vit löpare · g1 vit springare · h1 vit torn | a8 svart torn · b8 svart springare · d8 svart drottning · e8 svart kung · f8 svart löpare · g8 svart springare · h8 svart torn · a7 svart bonde · b7 svart bonde · e7 svart bonde · f7 svart bonde · g7 svart bonde · h7 svart bonde · c6 svart bonde · d5 svart bonde · e5 vit bonde · f5 svart löpare · d4 vit bonde · a2 vit bonde · b2 vit bonde · c2 vit bonde · f2 vit bonde · g2 vit bonde · h2 vit bonde · a1 vit torn · b1 vit springare · c1 vit löpare · d1 vit drottning · e1 vit kung · f1 vit löpare · g1 vit springare · h1 vit torn | a8 svart torn · b8 svart springare · d8 svart drottning · e8 svart kung · f8 svart löpare · g8 svart springare · h8 svart torn · a7 svart bonde · b7 svart bonde · e7 svart bonde · f7 svart bonde · g7 svart bonde · h7 svart bonde · c6 svart bonde · d5 svart bonde · e5 vit bonde · f5 svart löpare · d4 vit bonde · a2 vit bonde · b2 vit bonde · c2 vit bonde · f2 vit bonde · g2 vit bonde · h2 vit bonde · a1 vit torn · b1 vit springare · c1 vit löpare · d1 vit drottning · e1 vit kung · f1 vit löpare · g1 vit springare · h1 vit torn | 5 |
| 4 | a8 svart torn · b8 svart springare · d8 svart drottning · e8 svart kung · f8 svart löpare · g8 svart springare · h8 svart torn · a7 svart bonde · b7 svart bonde · e7 svart bonde · f7 svart bonde · g7 svart bonde · h7 svart bonde · c6 svart bonde · d5 svart bonde · e5 vit bonde · f5 svart löpare · d4 vit bonde · a2 vit bonde · b2 vit bonde · c2 vit bonde · f2 vit bonde · g2 vit bonde · h2 vit bonde · a1 vit torn · b1 vit springare · c1 vit löpare · d1 vit drottning · e1 vit kung · f1 vit löpare · g1 vit springare · h1 vit torn | a8 svart torn · b8 svart springare · d8 svart drottning · e8 svart kung · f8 svart löpare · g8 svart springare · h8 svart torn · a7 svart bonde · b7 svart bonde · e7 svart bonde · f7 svart bonde · g7 svart bonde · h7 svart bonde · c6 svart bonde · d5 svart bonde · e5 vit bonde · f5 svart löpare · d4 vit bonde · a2 vit bonde · b2 vit bonde · c2 vit bonde · f2 vit bonde · g2 vit bonde · h2 vit bonde · a1 vit torn · b1 vit springare · c1 vit löpare · d1 vit drottning · e1 vit kung · f1 vit löpare · g1 vit springare · h1 vit torn | a8 svart torn · b8 svart springare · d8 svart drottning · e8 svart kung · f8 svart löpare · g8 svart springare · h8 svart torn · a7 svart bonde · b7 svart bonde · e7 svart bonde · f7 svart bonde · g7 svart bonde · h7 svart bonde · c6 svart bonde · d5 svart bonde · e5 vit bonde · f5 svart löpare · d4 vit bonde · a2 vit bonde · b2 vit bonde · c2 vit bonde · f2 vit bonde · g2 vit bonde · h2 vit bonde · a1 vit torn · b1 vit springare · c1 vit löpare · d1 vit drottning · e1 vit kung · f1 vit löpare · g1 vit springare · h1 vit torn | a8 svart torn · b8 svart springare · d8 svart drottning · e8 svart kung · f8 svart löpare · g8 svart springare · h8 svart torn · a7 svart bonde · b7 svart bonde · e7 svart bonde · f7 svart bonde · g7 svart bonde · h7 svart bonde · c6 svart bonde · d5 svart bonde · e5 vit bonde · f5 svart löpare · d4 vit bonde · a2 vit bonde · b2 vit bonde · c2 vit bonde · f2 vit bonde · g2 vit bonde · h2 vit bonde · a1 vit torn · b1 vit springare · c1 vit löpare · d1 vit drottning · e1 vit kung · f1 vit löpare · g1 vit springare · h1 vit torn | a8 svart torn · b8 svart springare · d8 svart drottning · e8 svart kung · f8 svart löpare · g8 svart springare · h8 svart torn · a7 svart bonde · b7 svart bonde · e7 svart bonde · f7 svart bonde · g7 svart bonde · h7 svart bonde · c6 svart bonde · d5 svart bonde · e5 vit bonde · f5 svart löpare · d4 vit bonde · a2 vit bonde · b2 vit bonde · c2 vit bonde · f2 vit bonde · g2 vit bonde · h2 vit bonde · a1 vit torn · b1 vit springare · c1 vit löpare · d1 vit drottning · e1 vit kung · f1 vit löpare · g1 vit springare · h1 vit torn | a8 svart torn · b8 svart springare · d8 svart drottning · e8 svart kung · f8 svart löpare · g8 svart springare · h8 svart torn · a7 svart bonde · b7 svart bonde · e7 svart bonde · f7 svart bonde · g7 svart bonde · h7 svart bonde · c6 svart bonde · d5 svart bonde · e5 vit bonde · f5 svart löpare · d4 vit bonde · a2 vit bonde · b2 vit bonde · c2 vit bonde · f2 vit bonde · g2 vit bonde · h2 vit bonde · a1 vit torn · b1 vit springare · c1 vit löpare · d1 vit drottning · e1 vit kung · f1 vit löpare · g1 vit springare · h1 vit torn | a8 svart torn · b8 svart springare · d8 svart drottning · e8 svart kung · f8 svart löpare · g8 svart springare · h8 svart torn · a7 svart bonde · b7 svart bonde · e7 svart bonde · f7 svart bonde · g7 svart bonde · h7 svart bonde · c6 svart bonde · d5 svart bonde · e5 vit bonde · f5 svart löpare · d4 vit bonde · a2 vit bonde · b2 vit bonde · c2 vit bonde · f2 vit bonde · g2 vit bonde · h2 vit bonde · a1 vit torn · b1 vit springare · c1 vit löpare · d1 vit drottning · e1 vit kung · f1 vit löpare · g1 vit springare · h1 vit torn | a8 svart torn · b8 svart springare · d8 svart drottning · e8 svart kung · f8 svart löpare · g8 svart springare · h8 svart torn · a7 svart bonde · b7 svart bonde · e7 svart bonde · f7 svart bonde · g7 svart bonde · h7 svart bonde · c6 svart bonde · d5 svart bonde · e5 vit bonde · f5 svart löpare · d4 vit bonde · a2 vit bonde · b2 vit bonde · c2 vit bonde · f2 vit bonde · g2 vit bonde · h2 vit bonde · a1 vit torn · b1 vit springare · c1 vit löpare · d1 vit drottning · e1 vit kung · f1 vit löpare · g1 vit springare · h1 vit torn | 4 |
| 3 | a8 svart torn · b8 svart springare · d8 svart drottning · e8 svart kung · f8 svart löpare · g8 svart springare · h8 svart torn · a7 svart bonde · b7 svart bonde · e7 svart bonde · f7 svart bonde · g7 svart bonde · h7 svart bonde · c6 svart bonde · d5 svart bonde · e5 vit bonde · f5 svart löpare · d4 vit bonde · a2 vit bonde · b2 vit bonde · c2 vit bonde · f2 vit bonde · g2 vit bonde · h2 vit bonde · a1 vit torn · b1 vit springare · c1 vit löpare · d1 vit drottning · e1 vit kung · f1 vit löpare · g1 vit springare · h1 vit torn | a8 svart torn · b8 svart springare · d8 svart drottning · e8 svart kung · f8 svart löpare · g8 svart springare · h8 svart torn · a7 svart bonde · b7 svart bonde · e7 svart bonde · f7 svart bonde · g7 svart bonde · h7 svart bonde · c6 svart bonde · d5 svart bonde · e5 vit bonde · f5 svart löpare · d4 vit bonde · a2 vit bonde · b2 vit bonde · c2 vit bonde · f2 vit bonde · g2 vit bonde · h2 vit bonde · a1 vit torn · b1 vit springare · c1 vit löpare · d1 vit drottning · e1 vit kung · f1 vit löpare · g1 vit springare · h1 vit torn | a8 svart torn · b8 svart springare · d8 svart drottning · e8 svart kung · f8 svart löpare · g8 svart springare · h8 svart torn · a7 svart bonde · b7 svart bonde · e7 svart bonde · f7 svart bonde · g7 svart bonde · h7 svart bonde · c6 svart bonde · d5 svart bonde · e5 vit bonde · f5 svart löpare · d4 vit bonde · a2 vit bonde · b2 vit bonde · c2 vit bonde · f2 vit bonde · g2 vit bonde · h2 vit bonde · a1 vit torn · b1 vit springare · c1 vit löpare · d1 vit drottning · e1 vit kung · f1 vit löpare · g1 vit springare · h1 vit torn | a8 svart torn · b8 svart springare · d8 svart drottning · e8 svart kung · f8 svart löpare · g8 svart springare · h8 svart torn · a7 svart bonde · b7 svart bonde · e7 svart bonde · f7 svart bonde · g7 svart bonde · h7 svart bonde · c6 svart bonde · d5 svart bonde · e5 vit bonde · f5 svart löpare · d4 vit bonde · a2 vit bonde · b2 vit bonde · c2 vit bonde · f2 vit bonde · g2 vit bonde · h2 vit bonde · a1 vit torn · b1 vit springare · c1 vit löpare · d1 vit drottning · e1 vit kung · f1 vit löpare · g1 vit springare · h1 vit torn | a8 svart torn · b8 svart springare · d8 svart drottning · e8 svart kung · f8 svart löpare · g8 svart springare · h8 svart torn · a7 svart bonde · b7 svart bonde · e7 svart bonde · f7 svart bonde · g7 svart bonde · h7 svart bonde · c6 svart bonde · d5 svart bonde · e5 vit bonde · f5 svart löpare · d4 vit bonde · a2 vit bonde · b2 vit bonde · c2 vit bonde · f2 vit bonde · g2 vit bonde · h2 vit bonde · a1 vit torn · b1 vit springare · c1 vit löpare · d1 vit drottning · e1 vit kung · f1 vit löpare · g1 vit springare · h1 vit torn | a8 svart torn · b8 svart springare · d8 svart drottning · e8 svart kung · f8 svart löpare · g8 svart springare · h8 svart torn · a7 svart bonde · b7 svart bonde · e7 svart bonde · f7 svart bonde · g7 svart bonde · h7 svart bonde · c6 svart bonde · d5 svart bonde · e5 vit bonde · f5 svart löpare · d4 vit bonde · a2 vit bonde · b2 vit bonde · c2 vit bonde · f2 vit bonde · g2 vit bonde · h2 vit bonde · a1 vit torn · b1 vit springare · c1 vit löpare · d1 vit drottning · e1 vit kung · f1 vit löpare · g1 vit springare · h1 vit torn | a8 svart torn · b8 svart springare · d8 svart drottning · e8 svart kung · f8 svart löpare · g8 svart springare · h8 svart torn · a7 svart bonde · b7 svart bonde · e7 svart bonde · f7 svart bonde · g7 svart bonde · h7 svart bonde · c6 svart bonde · d5 svart bonde · e5 vit bonde · f5 svart löpare · d4 vit bonde · a2 vit bonde · b2 vit bonde · c2 vit bonde · f2 vit bonde · g2 vit bonde · h2 vit bonde · a1 vit torn · b1 vit springare · c1 vit löpare · d1 vit drottning · e1 vit kung · f1 vit löpare · g1 vit springare · h1 vit torn | a8 svart torn · b8 svart springare · d8 svart drottning · e8 svart kung · f8 svart löpare · g8 svart springare · h8 svart torn · a7 svart bonde · b7 svart bonde · e7 svart bonde · f7 svart bonde · g7 svart bonde · h7 svart bonde · c6 svart bonde · d5 svart bonde · e5 vit bonde · f5 svart löpare · d4 vit bonde · a2 vit bonde · b2 vit bonde · c2 vit bonde · f2 vit bonde · g2 vit bonde · h2 vit bonde · a1 vit torn · b1 vit springare · c1 vit löpare · d1 vit drottning · e1 vit kung · f1 vit löpare · g1 vit springare · h1 vit torn | 3 |
| 2 | a8 svart torn · b8 svart springare · d8 svart drottning · e8 svart kung · f8 svart löpare · g8 svart springare · h8 svart torn · a7 svart bonde · b7 svart bonde · e7 svart bonde · f7 svart bonde · g7 svart bonde · h7 svart bonde · c6 svart bonde · d5 svart bonde · e5 vit bonde · f5 svart löpare · d4 vit bonde · a2 vit bonde · b2 vit bonde · c2 vit bonde · f2 vit bonde · g2 vit bonde · h2 vit bonde · a1 vit torn · b1 vit springare · c1 vit löpare · d1 vit drottning · e1 vit kung · f1 vit löpare · g1 vit springare · h1 vit torn | a8 svart torn · b8 svart springare · d8 svart drottning · e8 svart kung · f8 svart löpare · g8 svart springare · h8 svart torn · a7 svart bonde · b7 svart bonde · e7 svart bonde · f7 svart bonde · g7 svart bonde · h7 svart bonde · c6 svart bonde · d5 svart bonde · e5 vit bonde · f5 svart löpare · d4 vit bonde · a2 vit bonde · b2 vit bonde · c2 vit bonde · f2 vit bonde · g2 vit bonde · h2 vit bonde · a1 vit torn · b1 vit springare · c1 vit löpare · d1 vit drottning · e1 vit kung · f1 vit löpare · g1 vit springare · h1 vit torn | a8 svart torn · b8 svart springare · d8 svart drottning · e8 svart kung · f8 svart löpare · g8 svart springare · h8 svart torn · a7 svart bonde · b7 svart bonde · e7 svart bonde · f7 svart bonde · g7 svart bonde · h7 svart bonde · c6 svart bonde · d5 svart bonde · e5 vit bonde · f5 svart löpare · d4 vit bonde · a2 vit bonde · b2 vit bonde · c2 vit bonde · f2 vit bonde · g2 vit bonde · h2 vit bonde · a1 vit torn · b1 vit springare · c1 vit löpare · d1 vit drottning · e1 vit kung · f1 vit löpare · g1 vit springare · h1 vit torn | a8 svart torn · b8 svart springare · d8 svart drottning · e8 svart kung · f8 svart löpare · g8 svart springare · h8 svart torn · a7 svart bonde · b7 svart bonde · e7 svart bonde · f7 svart bonde · g7 svart bonde · h7 svart bonde · c6 svart bonde · d5 svart bonde · e5 vit bonde · f5 svart löpare · d4 vit bonde · a2 vit bonde · b2 vit bonde · c2 vit bonde · f2 vit bonde · g2 vit bonde · h2 vit bonde · a1 vit torn · b1 vit springare · c1 vit löpare · d1 vit drottning · e1 vit kung · f1 vit löpare · g1 vit springare · h1 vit torn | a8 svart torn · b8 svart springare · d8 svart drottning · e8 svart kung · f8 svart löpare · g8 svart springare · h8 svart torn · a7 svart bonde · b7 svart bonde · e7 svart bonde · f7 svart bonde · g7 svart bonde · h7 svart bonde · c6 svart bonde · d5 svart bonde · e5 vit bonde · f5 svart löpare · d4 vit bonde · a2 vit bonde · b2 vit bonde · c2 vit bonde · f2 vit bonde · g2 vit bonde · h2 vit bonde · a1 vit torn · b1 vit springare · c1 vit löpare · d1 vit drottning · e1 vit kung · f1 vit löpare · g1 vit springare · h1 vit torn | a8 svart torn · b8 svart springare · d8 svart drottning · e8 svart kung · f8 svart löpare · g8 svart springare · h8 svart torn · a7 svart bonde · b7 svart bonde · e7 svart bonde · f7 svart bonde · g7 svart bonde · h7 svart bonde · c6 svart bonde · d5 svart bonde · e5 vit bonde · f5 svart löpare · d4 vit bonde · a2 vit bonde · b2 vit bonde · c2 vit bonde · f2 vit bonde · g2 vit bonde · h2 vit bonde · a1 vit torn · b1 vit springare · c1 vit löpare · d1 vit drottning · e1 vit kung · f1 vit löpare · g1 vit springare · h1 vit torn | a8 svart torn · b8 svart springare · d8 svart drottning · e8 svart kung · f8 svart löpare · g8 svart springare · h8 svart torn · a7 svart bonde · b7 svart bonde · e7 svart bonde · f7 svart bonde · g7 svart bonde · h7 svart bonde · c6 svart bonde · d5 svart bonde · e5 vit bonde · f5 svart löpare · d4 vit bonde · a2 vit bonde · b2 vit bonde · c2 vit bonde · f2 vit bonde · g2 vit bonde · h2 vit bonde · a1 vit torn · b1 vit springare · c1 vit löpare · d1 vit drottning · e1 vit kung · f1 vit löpare · g1 vit springare · h1 vit torn | a8 svart torn · b8 svart springare · d8 svart drottning · e8 svart kung · f8 svart löpare · g8 svart springare · h8 svart torn · a7 svart bonde · b7 svart bonde · e7 svart bonde · f7 svart bonde · g7 svart bonde · h7 svart bonde · c6 svart bonde · d5 svart bonde · e5 vit bonde · f5 svart löpare · d4 vit bonde · a2 vit bonde · b2 vit bonde · c2 vit bonde · f2 vit bonde · g2 vit bonde · h2 vit bonde · a1 vit torn · b1 vit springare · c1 vit löpare · d1 vit drottning · e1 vit kung · f1 vit löpare · g1 vit springare · h1 vit torn | 2 |
| 1 | a8 svart torn · b8 svart springare · d8 svart drottning · e8 svart kung · f8 svart löpare · g8 svart springare · h8 svart torn · a7 svart bonde · b7 svart bonde · e7 svart bonde · f7 svart bonde · g7 svart bonde · h7 svart bonde · c6 svart bonde · d5 svart bonde · e5 vit bonde · f5 svart löpare · d4 vit bonde · a2 vit bonde · b2 vit bonde · c2 vit bonde · f2 vit bonde · g2 vit bonde · h2 vit bonde · a1 vit torn · b1 vit springare · c1 vit löpare · d1 vit drottning · e1 vit kung · f1 vit löpare · g1 vit springare · h1 vit torn | a8 svart torn · b8 svart springare · d8 svart drottning · e8 svart kung · f8 svart löpare · g8 svart springare · h8 svart torn · a7 svart bonde · b7 svart bonde · e7 svart bonde · f7 svart bonde · g7 svart bonde · h7 svart bonde · c6 svart bonde · d5 svart bonde · e5 vit bonde · f5 svart löpare · d4 vit bonde · a2 vit bonde · b2 vit bonde · c2 vit bonde · f2 vit bonde · g2 vit bonde · h2 vit bonde · a1 vit torn · b1 vit springare · c1 vit löpare · d1 vit drottning · e1 vit kung · f1 vit löpare · g1 vit springare · h1 vit torn | a8 svart torn · b8 svart springare · d8 svart drottning · e8 svart kung · f8 svart löpare · g8 svart springare · h8 svart torn · a7 svart bonde · b7 svart bonde · e7 svart bonde · f7 svart bonde · g7 svart bonde · h7 svart bonde · c6 svart bonde · d5 svart bonde · e5 vit bonde · f5 svart löpare · d4 vit bonde · a2 vit bonde · b2 vit bonde · c2 vit bonde · f2 vit bonde · g2 vit bonde · h2 vit bonde · a1 vit torn · b1 vit springare · c1 vit löpare · d1 vit drottning · e1 vit kung · f1 vit löpare · g1 vit springare · h1 vit torn | a8 svart torn · b8 svart springare · d8 svart drottning · e8 svart kung · f8 svart löpare · g8 svart springare · h8 svart torn · a7 svart bonde · b7 svart bonde · e7 svart bonde · f7 svart bonde · g7 svart bonde · h7 svart bonde · c6 svart bonde · d5 svart bonde · e5 vit bonde · f5 svart löpare · d4 vit bonde · a2 vit bonde · b2 vit bonde · c2 vit bonde · f2 vit bonde · g2 vit bonde · h2 vit bonde · a1 vit torn · b1 vit springare · c1 vit löpare · d1 vit drottning · e1 vit kung · f1 vit löpare · g1 vit springare · h1 vit torn | a8 svart torn · b8 svart springare · d8 svart drottning · e8 svart kung · f8 svart löpare · g8 svart springare · h8 svart torn · a7 svart bonde · b7 svart bonde · e7 svart bonde · f7 svart bonde · g7 svart bonde · h7 svart bonde · c6 svart bonde · d5 svart bonde · e5 vit bonde · f5 svart löpare · d4 vit bonde · a2 vit bonde · b2 vit bonde · c2 vit bonde · f2 vit bonde · g2 vit bonde · h2 vit bonde · a1 vit torn · b1 vit springare · c1 vit löpare · d1 vit drottning · e1 vit kung · f1 vit löpare · g1 vit springare · h1 vit torn | a8 svart torn · b8 svart springare · d8 svart drottning · e8 svart kung · f8 svart löpare · g8 svart springare · h8 svart torn · a7 svart bonde · b7 svart bonde · e7 svart bonde · f7 svart bonde · g7 svart bonde · h7 svart bonde · c6 svart bonde · d5 svart bonde · e5 vit bonde · f5 svart löpare · d4 vit bonde · a2 vit bonde · b2 vit bonde · c2 vit bonde · f2 vit bonde · g2 vit bonde · h2 vit bonde · a1 vit torn · b1 vit springare · c1 vit löpare · d1 vit drottning · e1 vit kung · f1 vit löpare · g1 vit springare · h1 vit torn | a8 svart torn · b8 svart springare · d8 svart drottning · e8 svart kung · f8 svart löpare · g8 svart springare · h8 svart torn · a7 svart bonde · b7 svart bonde · e7 svart bonde · f7 svart bonde · g7 svart bonde · h7 svart bonde · c6 svart bonde · d5 svart bonde · e5 vit bonde · f5 svart löpare · d4 vit bonde · a2 vit bonde · b2 vit bonde · c2 vit bonde · f2 vit bonde · g2 vit bonde · h2 vit bonde · a1 vit torn · b1 vit springare · c1 vit löpare · d1 vit drottning · e1 vit kung · f1 vit löpare · g1 vit springare · h1 vit torn | a8 svart torn · b8 svart springare · d8 svart drottning · e8 svart kung · f8 svart löpare · g8 svart springare · h8 svart torn · a7 svart bonde · b7 svart bonde · e7 svart bonde · f7 svart bonde · g7 svart bonde · h7 svart bonde · c6 svart bonde · d5 svart bonde · e5 vit bonde · f5 svart löpare · d4 vit bonde · a2 vit bonde · b2 vit bonde · c2 vit bonde · f2 vit bonde · g2 vit bonde · h2 vit bonde · a1 vit torn · b1 vit springare · c1 vit löpare · d1 vit drottning · e1 vit kung · f1 vit löpare · g1 vit springare · h1 vit torn | 1 |
|   | a | b | c | d | e | f | g | h |   |

2.d4 d5 3.e5 Lf5
Den här varianten har blivit populär de senaste åren efter att tidigare ha ansetts dålig för vit. Vits vanligaste svar, 4.Sf3, är en försiktig variant men vit har mer aggressiva alternativ som 4.Sc3 e6 5.g4 eller 4.h4.

### Avbytesvarianten (3.exd5)
2.d4 d5 3.exd5 cxd5 
- I den egentliga avbytesvarianten spelar vit Ld3 och ställer bonden på c3.
- Vanligare är 4.c4 som är inledningen till Panovvarianten där vit tar på sig en isolerad d-bonde i utbyte mot snabb utveckling och angreppschanser. Spelet kan fortsätta 4...Sf6 5.Sc3 e6 6.Sf3 Lb4.

### Övriga andradrag
Vit har flera alternativ till det vanliga 2.d4:
- Tvåspringarvarianten med 2.Sc3 d5 3.Sf3. Svart fortsätter oftast 3...Lg4 4.h3 Lxf3 5.Dxf3 e6 6.d4. Svart kan inte spela som i den klassiska varianten med ...dxe4 och ...Lf5 för då hamnar han i en känd fälla efter 3...dxe4 4.Sxe4 Lf5 5.Sg3 Lg6 6.h4 h6 7.Se5 Bh7? (bättre är 7...Dd6) 8.Dh5 g6 9.Lc4 e6 10.De2 med vit fördel som i partiet Aljechin–Bruce[3].
- Den accelererade Panovvarianten med 2.c4 som kan följas av 2...d5 3.exd5 cxd5 4.cxd5 Sf6 5.Sc3 Sxd5 6.Sf3.
- Det försiktiga 2.d3 d5 3.Sd2 e5 4.Sgf3 Ld6.

## Partiexempel
Vit: Richard Reti 
Svart: Savielly Tartakower
Wien 1910
1.e4 c6 2.d4 d5 3.Sc3 dxe4 4.Sxe4 Sf6 5.Dd3 e5 6.dxe5 Da5+ 7.Ld2 Dxe5 8.O-O-O Sxe4 9.Dd8+ Kxd8 10.Lg5++ Kc7 11.Ld8# 1-0